# Culture de Diakovo
La culture de Diakovo (en russe : Дьяковская культура, Diakovskaïa koultoura) est une culture archéologique du début de l'âge du fer dans le bassin de la Volga et de l'Oka. Elle date du VIIIe au Ve siècle av. J.-C., et tient son nom d'un village aujourd'hui dans la ville de Moscou. Les peuples étaient à l'origine des Finno-Ougriens, avant que des Baltes viennent se mixer dans la population. 